# Limnius muelleri
Limnius muelleri is een keversoort uit de familie beekkevers (Elmidae). De wetenschappelijke naam van de soort werd in 1847 gepubliceerd door Wilhelm Ferdinand Erichson.